# Asymmetrisch koolstofatoom

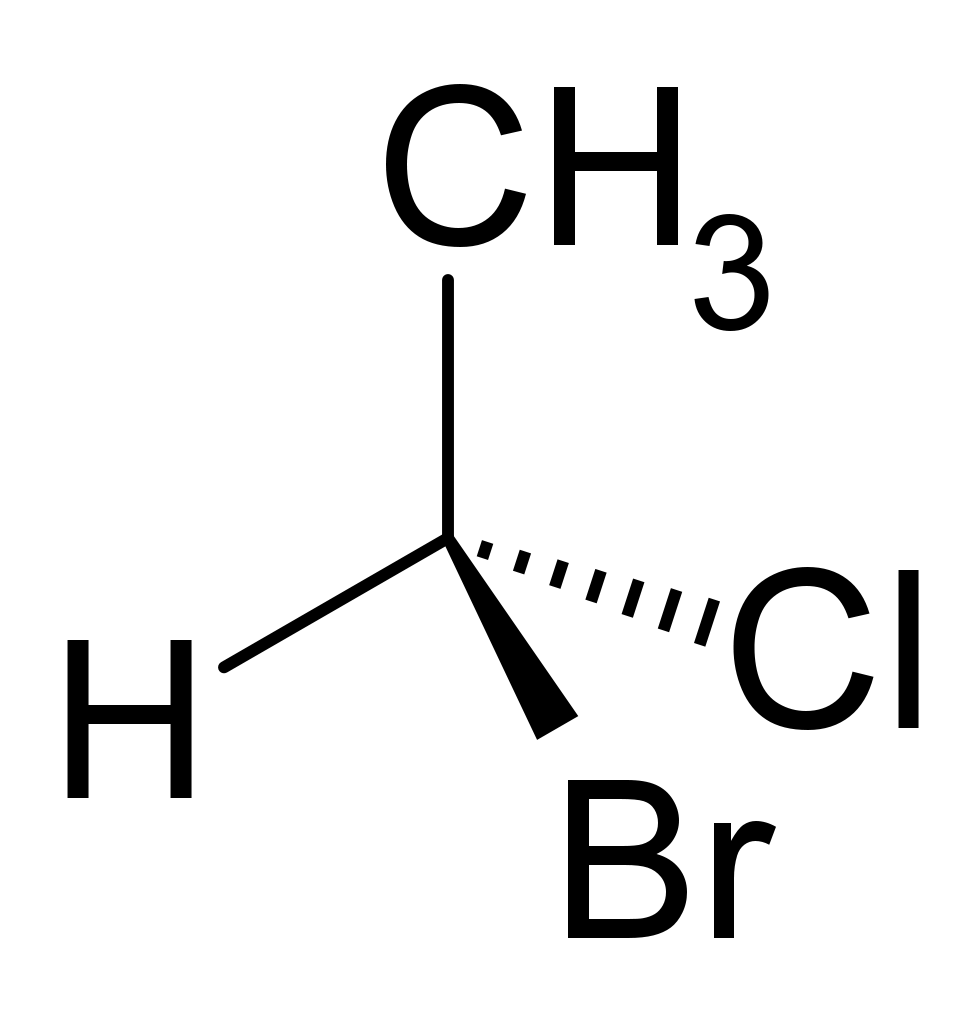
Molecuul met een asymmetrisch koolstofatoom

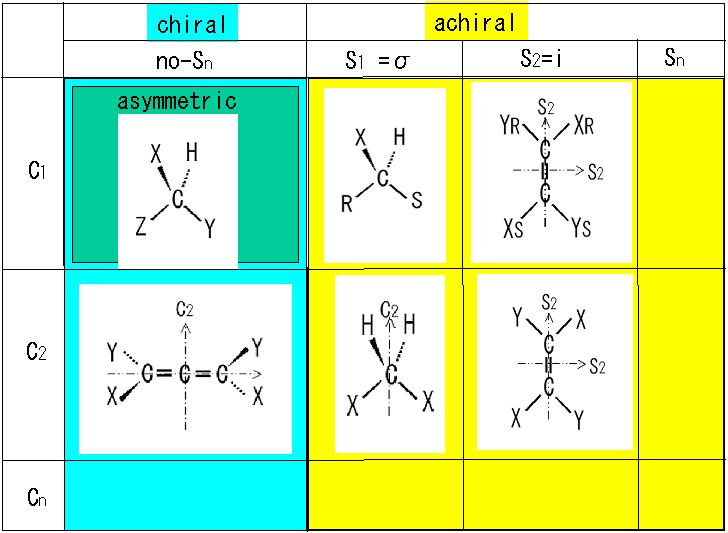
Chiraliteit en symmetrie

Een asymmetrisch koolstofatoom is in de organische chemie een koolstofatoom in een organische verbinding dat vier verschillende atomen of atoomgroepen draagt. De vier groepen kunnen in twee configuraties rond het koolstofatoom worden aangebracht die elkaars spiegelbeeld zijn. De twee mogelijke moleculen die zo worden gemaakt zijn stereo-isomeren. Een asymmetrisch koolstofatoom is een vorm van chiraal centrum.
Veel verbindingen met asymmetrische koolstofatomen zijn optisch actief, dat wil zeggen dat ze in oplossing een draaiing van gepolariseerd licht veroorzaken. Twee stereo-isomeren, die elkaars spiegelbeeld zijn, hebben de tegengestelde optische activiteit.
Hoewel de meeste verbindingen met meer asymmetrische koolstofatomen chiraal zijn kunnen ze door toeval toch symmetrisch zijn. Zo'n soort stof wordt een mesovorm genoemd, een relatief eenvoudig voorbeeld is meso-wijnsteenzuur.
Het weergegeven molecuul CH3CClBrH is een halogeenalkaan.